# Complexo Guy-Favreau

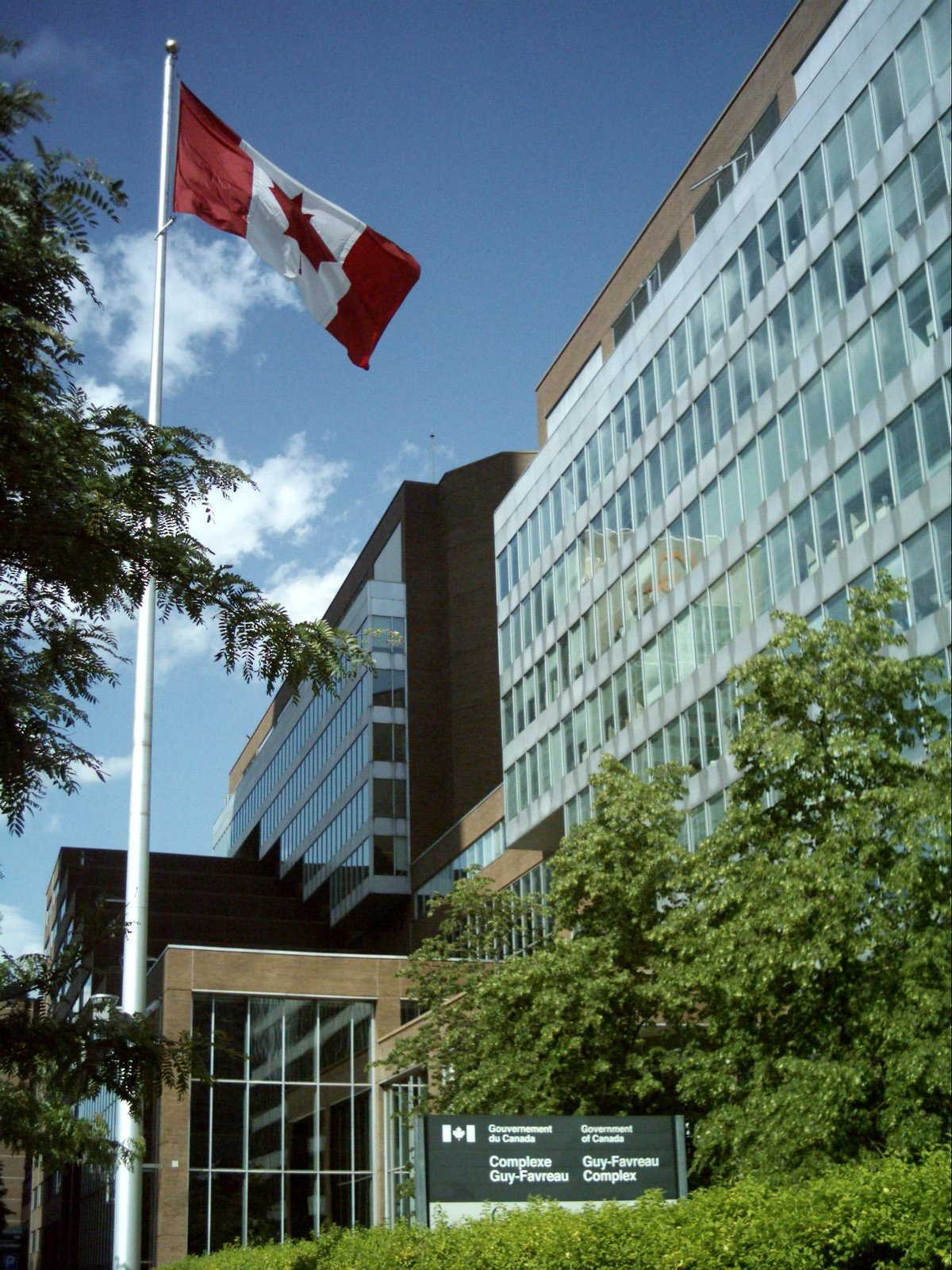
Complexo Guy-Favreau

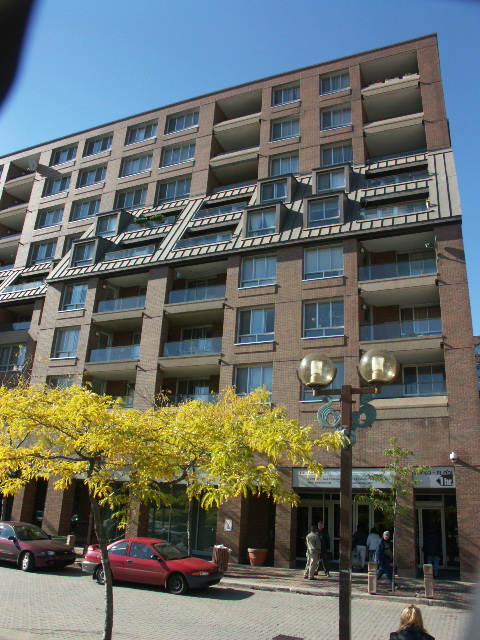
Sessão residencial do complexo, visto da rua La Gauchetière

O Complexo Guy-Favreau é um complexo de edifícios do Governo do Canadá de 12 andares inaugurado em 1984, localizado em Montreal, província de Quebec, Canadá. Foi construído em conjunto pelo governo federal, da iniciativa privada, a cidade de Montreal e o Grupo Desjardins.. É ligado à Cidade subterrânea de Montreal, abriga várias repartições públicas do governo, escritórios comerciais, entre outros.
Recebeu o nome do oficial Guy-Favreau, político e advogado canadense.